# 活门暗盒
活门暗盒是1935年至1965年间莱卡照相机、康泰时照相机所用的带活门的胶卷暗盒。在照相机内，活门打开，胶卷可以不受阻碍地移动，从相机卸下时，活门关闭。这两种照相机除了能使用普通35毫米一次性暗合外，照相机盖还有锁钥，配合活门暗盒使用。
活门暗盒由三部分组成
1. 黄铜胶片轴，中有夹缝，可以夹牢胶卷一端。[2]

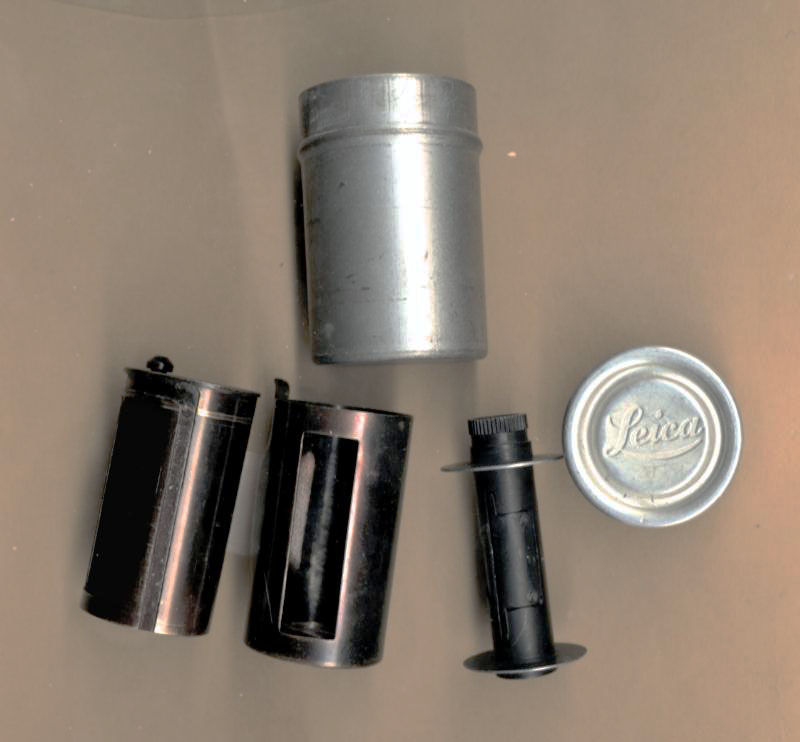
莱卡活门暗盒"FILCA"

2. 黄铜内套，上端有一条转纽，内套中央开一个门洞，长35.9毫米，宽9.9毫米，顶空。[3]
3. 黄铜外套[4]，上端有一条锁簧，外套中央开一个同上大小的门洞；外套底空。

安装时先将胶卷轴从底部插入内套，然后将套入黄铜外套，对齐内外二层套，此时暗盒的活门打开，反时针方向转动黄铜内套180度即可闭锁暗盒。
用胶卷分装器装胶卷入活门暗盒最方便。
将已装胶卷的活门暗盒装入照相机，合上底盖转动锁把，带动照相机内的杠杆，推动活门暗盒的转钮，打开暗盒的活门，使胶卷前进时不受阻。
一卷胶卷拍摄完毕，倒片入活门暗盒，转动照相机底盖的锁把，带动照相机内的杠杆，推动活门暗盒的转钮，关闭暗盒的活门。